# محاضرة ويلكينز برنال ميدوار
محاضرة ويلكينز برنال ميدوار Wilkins-Bernal-Medawar Lecture هي محاضرة عامة تنظمها سنويًا الجمعية الملكية في لندن .

## التأسيس
تم تشكيلها في عام 2005 من خلال دمج محاضرة ويلكنز ومحاضرة برنال ومحاضرة ميدوار. موضوع المحاضرة هو جانب من جوانب الوظيفة الاجتماعية للعلم حسب محاضرة برنال، فلسفة العلم حسب محاضرة المدور أو تاريخ العلوم حسب محاضرة ويلكنز .

## قائمة المحاضرين
|    | السنة | المحاضر           | العنوان | المصادر |
| -- | ----- | ----------------- | --- | ------- |
| 1  | 2007  | جيريمي باترفيلد   | استخدامات اللانهاية: فيلسوف يبحث في الظواهر الناشئة في الفيزياء | [ 1 ]   |
| 2  | 2008  | سيان إيدي         | أسئلة صعبة: الفن المعاصر والهوس بالعلم | [ 1 ]   |
| 3  | 2009  | ديفيد إيدجيرتون   | الوظيفة الاجتماعية للتاريخ: السياسة والتاريخ وعلوم القرن العشرين | [ 1 ]   |
| 4  | 2010  | ميلفين براغ       | ملاحظات من أحد الهواة: حول تاريخ المجتمع الملكي | [ 1 ]   |
| 5  | 2012  | Roger Highfield   | أبطال العلم | [ 1 ]   |
| 6  | 2015  | Hasok Chang       | من يهتم بتاريخ العلوم؟ | [ 1 ]   |
| 7  | 2016  | Jon Agar          | التاريخ الغريب للبحث الذي يحركه الفضول | [ 3 ]   |
| 8  | 2017  | Michela Massimi   | لماذا فلسفة العلم مهمة للعلم | [ 3 ]   |
| 9  | 2018  | Mark Jackson      | تبدأ الحياة في سن الأربعين: الجذور البيولوجية والثقافية لأزمة منتصف العمر | [ 3 ]   |
| 10 | 2019  | Simon Schaffer    | تعريف العلم عبر التاريخ. | [ 3 ]   |
| 11 | 2020  | جيم الخليلي       | لعمله الاستثنائي في شرح الأفكار المعقدة في الفيزياء الحديثة بطريقة مبسطة، وإسهاماته في التاريخ المتلفز للكهرباء وفيزياء الكم، وعمله بدءًا من تاريخ العلوم الحديث جدًا إلى تاريخ العلوم العربية                                               | [ 3 ]   |
| 12 | 2021  | June Barrow-Green | لأبحاثها في الرياضيات في القرنين التاسع عشر والعشرين ، ولا سيما حول الجذور التاريخية للحوسبة الحديثة والأنظمة الديناميكية ومشكلة الأجسام الثلاثة. يركز عملها بشكل خاص على التمثيل الناقص للمرأة في الروايات التاريخية والرياضيات المعاصرة. | [ 3 ]   |
| 13 | 2022  | فيليب بال         | لالتزاماته المتميزة بمشاركة السياق الاجتماعي والثقافي والتاريخي للعلوم من خلال التواصل العلمي الحائز على جوائز في الكتب والمقالات وكمتحدث ومعلق                                                                                            | [ 3 ]   |
| 14 | 2023  |                   | |         |